# پرتره یک فاحشه تلفنی
پرترهٔ یک فاحشهٔ تلفنی یک فیلم پورنوگرافی محصول سال ۲۰۱۱ و با اجرای جسی اندروز، و کارگردانی و نویسندگی گراهام ترویس است. این فیلم نامزد ۱۹ جایزه در بخش‌های فنی و خلاقیت شد که در نهایت چهار جایزه ای‌وی‌ان شامل بهترین بازیگر، بهترین کارگردان، بهترین فیلم، جایزهٔ ای‌وی‌ان برای اولین فیلم سال، یک جایزه ایکس‌آرسی‌او برای بهترین اثر و شش جایزه ایکس‌بی‌آی‌زد برای اجرای سال - مونث، بهترین فیلمبرداری، بهترین اجرای بدون سکس سال، کارگردان سال برای پروژهٔ فردی، و فیلم سال را از آن خود کرد.

## جوایز و نامزدی‌ها
| مراسم            | دسته                      | دریافت‌کننده                       | نتیجه    |
| ---------------- | ------------------------- | --------------------------------- | -------- |
| جایزه ای‌وی‌ان     | بهترین بازیگر زن          | جسی اندروز                        | برنده    |
| جایزه ای‌وی‌ان     | بهترین کارگردان           | گراهام ترویس                      | برنده    |
| جایزه ای‌وی‌ان     | بهترین اثر                | —                                 | برنده    |
| جایزه ای‌وی‌ان     | فیلم سال                  | —                                 | برنده    |
| جایزه ای‌وی‌ان     | بهترین صحنهٔ سکس پسر/دختر  | جسی اندروز و مانوئل فررا          | نامزدشده |
| جایزه ای‌وی‌ان     | بهترین سینماتوگرافی       | میسون، کارلوس دی و الکس‌لد         | نامزدشده |
| جایزه ای‌وی‌ان     | بهترین اضافات دی‌وی‌دی      | —                                 | نامزدشده |
| جایزه ای‌وی‌ان     | بهترین تدوین              | گراهام ترویس                      | نامزدشده |
| جایزه ای‌وی‌ان     | بهترین صحنهٔ سکس دهانی     | جسی اندروز                        | نامزدشده |
| جایزه ای‌وی‌ان     | بهترین فیلمنامه           | گراهام ترویس                      | نامزدشده |
| جایزه ای‌وی‌ان     | بهترین صحنهٔ سکس سه‌نفره    | جسی اندروز، میک بلو و رامون نومار | نامزدشده |
| جایزه ایکس‌بی‌آی‌زد | فیلم سال                  | —                                 | برنده    |
| جایزه ایکس‌بی‌آی‌زد | کارگردان سال              | گراهام ترویس                      | برنده    |
| جایزه ایکس‌بی‌آی‌زد | بازیگر سال - زن           | جسی اندروز                        | برنده    |
| جایزه ایکس‌بی‌آی‌زد | بهترین اجرای بدون سکس سال | الک نایت                          | برنده    |
| جایزه ایکس‌بی‌آی‌زد | بهترین اجرای بدون سکس سال | اریک سوییس                        | نامزدشده |
| جایزه ایکس‌بی‌آی‌زد | فیلمنامهٔ سال              | گراهام ترویس                      | برنده    |
| جایزه ایکس‌بی‌آی‌زد | بهترین فیلمبرداری         | میسون، کارلوس دی و الکس لد        | برنده    |
| جایزه ایکس‌بی‌آی‌زد | بهترین کارگردانی هنری     | —                                 | نامزدشده |
| جایزه ایکس‌بی‌آی‌زد | بهترین تدوین              | گراهام ترویس                      | نامزدشده |
| جایزه ایکس‌آرسی‌او | بهترین اثر                | —                                 | برنده    |